# 格羅夫城 (伊利諾伊州)
格羅夫城（英語：Grove City）是位於美國伊利諾伊州克里斯蒂安縣的一個非建制地區。該地的面積和人口皆未知。

## 地理
格羅夫城的座標為39°42′24″N 89°17′49″W / 39.70667°N 89.29694°W，而該地的平均海拔高度為185米（即607英尺）。